# Clube de Futebol São José
Clube de Futebol São José Monza de Itaperuna Empreendimentos Esportivos Ltda é uma agremiação esportiva da cidade de Itaperuna, estado do Rio de Janeiro, fundada a 4 de fevereiro de 2005.

## História

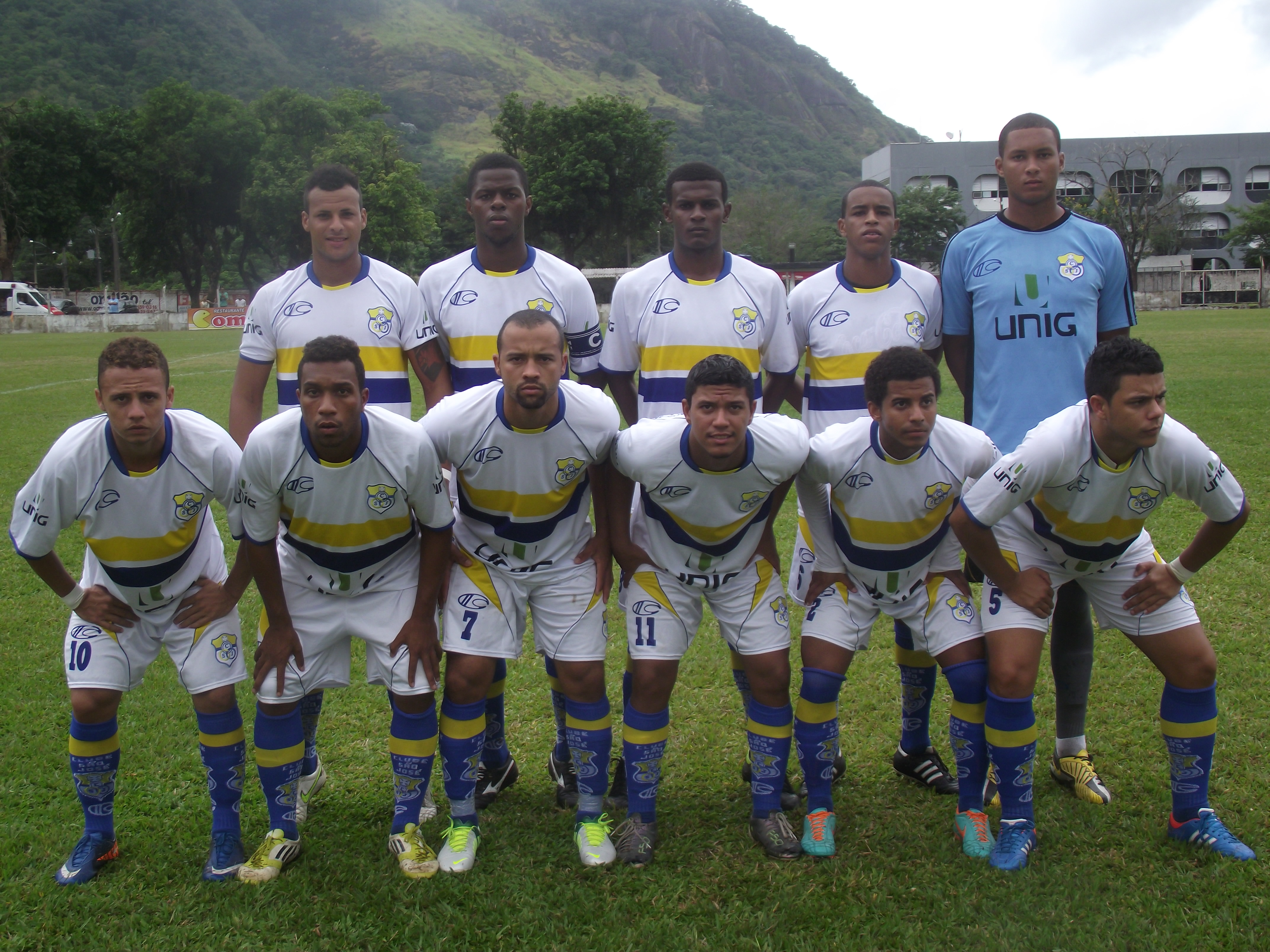
Equipe profissional do São José em 2013

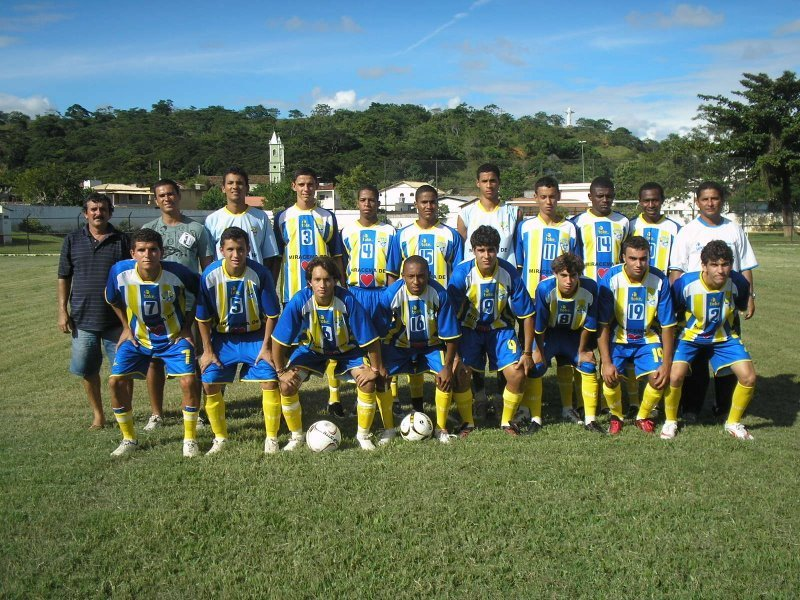
Equipe profissional do São José

Criado como clube-empresa pelo policial-militar Márcio Monzato como um projeto social no bairro de Matadouro, o São José se filia à FFERJ em 2005. Seu primeiro torneio disputado foi o Otávio Pinto Guimarães de Juniores no mesmo ano.
Estreou no profissionalismo ao participar do Campeonato Estadual da Terceira Divisão de Profissionais em 2006. Ficou em terceiro lugar na sua chave, não se classificando para a fase seguinte.
Em 2007, se licenciou das competições de âmbito profissional. Em 2009, retornou para a disputa do Campeonato Estadual da Terceira Divisão de Juniores, visando a disputa do Profissional. Contudo, problemas de ordem financeira levaram a agremiação a solicitar licença à FFERJ.
Em 2011, retorna às competições profissionais, participando do Campeonato Estadual da Série C do Rio de Janeiro, a antiga Terceira Divisão, promovendo uma parceria com o Natividade Atlético Clube, mas não consegue passar da primeira fase ao ficar em último lugar no Grupo "D". Se habilitaram à segunda fase Goytacaz Futebol Clube, Santa Cruz Futebol Clube, Associação Atlética Carapebus e Barcelona Esporte Clube. O Rubro Social Esporte Clube também foi eliminado. No final do mesmo ano a agremiação é vendida a um grupo de investidores de Itaperuna.
Em 2012, já sob nova administração, o time promove uma melhor campanha passando a mandar os jogos em Miracema. Na primeira fase participa do Grupo "D" e se classifica à segunda fase em terceiro lugar, atrás somente do Paduano Esporte Clube, Rubro Social Esporte Clube e Sociedade Esportiva de Búzios. O Atlético Clube Apollo foi eliminado.
Na segunda fase o São José, inserido no Grupo "E", acaba eliminado ao ficar na terceira posição do grupo, perdendo a classificação para São Gonçalo Esporte Clube e Queimados Futebol Clube. O último colocado da chave foi o também eliminado São Gonçalo Futebol Clube.
A agremiação ainda não dispõe de uma praça esportiva própria, mandando seus jogos em cidades vizinhas como Porciúncula, Bom Jesus do Itabapoana, Cardoso Moreira, Miracema e Aperibé.

### Esquema de Manipulação de Resultados
De acordo com matéria exibida no Esporte Espetacular no dia 26 de janeiro de 2020, os presidentes do Atlético Carioca, Maicon Villela, e do São José, Adílson Faria, estão envolvidos em um esquema de manipulação de resultados na Série C de 2019. Os dois presidentes foram suspensos da FERJ e devem ser banidos do esporte. Tanto o Esporte Clube Atlético Carioca e o Clube de Futebol São José, como clubes associativos, também estão suspensos e não podem participar de competições da FERJ. 

## Símbolos

### Mascote
O cachorro é o símbolo e mascote da agremiação. A origem se dá pelo fato do homem-forte do clube, Márcio Monzato, na época da fundação, se deixar acompanhar aos treinos de sua cadelinha vira-lata Sandy, ainda viva, que acabou ficando popular no clube.

## Estatísticas

### Participações
|  | Participações em 2020 |

| Competição          | Temporadas | Melhor campanha            | Estreia | Última | P | R |
| ------------------- | ---------- | -------------------------- | ------- | ------ | - | - |
| Série B2 do Carioca | 4          | 20º colocado (2013)        | 2006    | 2013   | – | – |
| Série C do Carioca  | 2          | 12º colocado (2018 e 2019) | 2018    | 2019   | – |   |